# Рота (Павија)
Рота је насеље у Италији у округу Павија, региону Ломбардија.
Према процени из 2011. у насељу је живело 1278 становника. Насеље се налази на надморској висини од 64 м.